# Truppenübungsplatz Ohrdruf

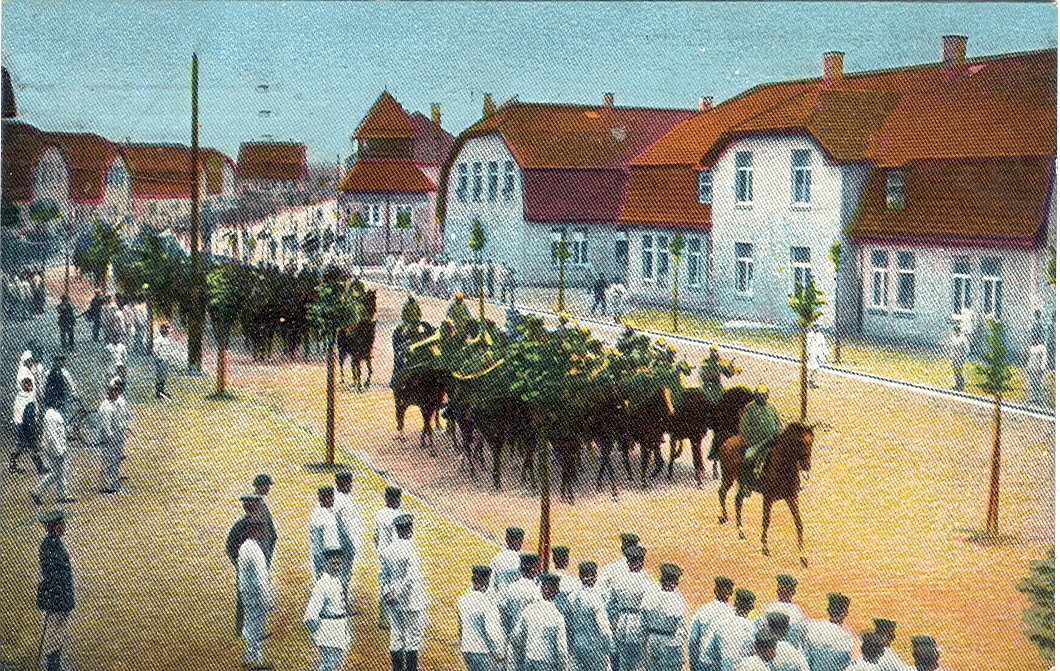
Postkarte (etwa 1910)

Der Truppenübungsplatz Ohrdruf (militärische Kurzform TrÜbPl Ohrdruf, zivil auch TÜP Ohrdruf) ist ein bereits 1906 angelegter und seitdem fast ununterbrochen genutzter Truppenübungsplatz in Thüringen. Am 26. Oktober 2011 wurde infolge des Stationierungskonzeptes 2011 die Auflösung des TrÜbPl Ohrdruf beschlossen und dieser Anfang Dezember 2013 in einen Standortübungsplatz umgewandelt.

## Geographie
Der Truppenübungsplatz liegt in Mittelthüringen im Städtedreieck Gotha–Arnstadt–Ohrdruf, dicht südlich der Bundesautobahn 4 im Landkreis Gotha und zum geringeren Teil im Ilm-Kreis. Angrenzende Orte sind (im Uhrzeigersinn):
Schwabhausen, Drei Gleichen mit den Ortsteilen Günthersleben, Mühlberg und Wechmar, die Gemeinde Amt Wachsenburg mit den Ortsteilen Holzhausen, Bittstädt und Röhrensee, die Landgemeinde Geratal mit den Ortsteilen Gossel, Liebenstein und Frankenhain, der Arnstädter Ortsteil Espenfeld, die Stadt Ohrdruf, die Georgenthaler Ortsteile Hohenkirchen und Petriroda sowie die Gemeinde Emleben.
Die Nord-Süd-Ausdehnung des Truppenübungsplatzes Ohrdruf beträgt circa 8,5 Kilometer, seine Ost-West-Ausdehnung rund 11,5 Kilometer. Höchste Erhebungen sind der Kalahari genannte Berg (500,2 m ü. NN) im Südosten und der Musketierberg (460,3 m ü. NN) im Norden.

## Geschichte

### Die Anfänge bis 1918
Das für die landwirtschaftliche Bearbeitung ungünstige Gebiet im Bereich der Ohrdrufer Platte wurde seit dem 19. Jahrhundert auch als Manövergelände der Thüringischen Staaten genutzt. Nach der Gründung des Deutschen Kaiserreiches bemühte sich das Herzogtum Sachsen-Coburg und Gotha auch auf militärischem Gebiet an Bedeutung zu gewinnen. Im Süden der Stadt Gotha wurde auf dem Boxberg eine ausgedehnte Rennbahn angelegt (auch zur Kavallerieausbildung). Im Osten von Gotha entstand später ein Luftschiffhafen, der  am 9. Juli 1910 mit der Eröffnung der Carl-Eduard-Luftschiffhalle feierlich eingeweiht wurde und auch von Militärluftschiffen genutzt werden durfte. In den Folgejahren trafen zahlreiche Luftschiffe „auf der Durchreise“ in Gotha ein.
Im März 1914 befahl die Heeresverwaltung, auf einem Grundstück neben der Gothaer Waggonbaufabrik die Militärfliegerkaserne Gotha mit eigenem Flugplatz zu errichten. Sie wurde am 18. Februar 1915 in Dienst gestellt.
Kleinere Schießplätze für die Infanterie befanden sich am Krahnberg und am Seeberg. Thüringen wurde in dieser Zeit dem XI. Armee-Korps zugeteilt. Die von der Reichsregierung beschlossene Anlage von Manövergebieten wurde in Mittelthüringen kontrovers diskutiert. Die zu Preußen gehörende Stadt Langensalza bemühte sich ebenfalls um den Zuschlag als Garnisonsstadt; Großgrundbesitzer im Raum Arnstadt fürchteten um ihre Existenz und lehnten die Pläne des Gothaer Staatsministeriums ab. Das Manövergelände wurde überwiegend auf gothaischen Hoheitsgebiet um die Stadt Ohrdruf angelegt.  Die angeführten Beispiele belegen, dass der Truppenübungsplatz Ohrdruf als Manövergelände bis zum Ersten Weltkrieg stets an Bedeutung gewann.
Am 21. Mai 1908 traf mit dem I. Bataillon des Infanterieregimentes Nr. 95 die erste Militäreinheit im Gelände ein. Der kommandierende General Reinhard von Scheffer-Boyadel verfügte den Aufbau einer Lagerstadt als Standquartier; bis 1912 wurden feste Unterkünfte für ein Infanterieregiment und ein Kavallerieregiment errichtet. Gleichzeitig wurde die Räumung der Güter Heerda und Hundsbrunn erforderlich, die in dem ausgedehnten Gelände durch Schießübungen bedroht waren. Die Grenze des Militärgeländes wurde durch Warnschilder markiert; bei Schießübungen wurden zusätzlich Schlagbäume und Signalmasten aufgestellt, um die Sicherheit der Zivilisten zu erhöhen.
Während des Ersten Weltkrieges erfolgte die Frontausbildung der Thüringer Rekruten auf dem Ohrdrufer Übungsgelände. Am 29. Januar 1915 besuchte Kaiser Wilhelm II. das Lager, um sich über die Ausbildung von Reservisten zu informieren.
Bereits seit 1914 bestand in einem separierten Teil des Truppenübungsplatzes ein Lager für 10.000 Kriegsgefangene. Die Bedingungen des als Nordlager bezeichneten Ortes wurden von Zeitgenossen als „human“ geschildert. Die Mehrzahl der Gefangenen waren französische Militärangehörige, sie wurden von den angrenzenden Orten zu Arbeitskommandos für die Feldarbeit oder beim Straßenbau angefordert. Für die Betreuung der Verwundeten wurde ein Feldlazarett errichtet sowie ein Friedhof für Verstorbene, ein eigens errichteter Gedenkstein ist noch vorhanden. Das Kriegsgefangenenlager wurde im April 1916 aufgelöst, weil die meisten Gefangenen ohnehin bereits dauerhaft auf Arbeitskommandos außerhalb des Lagers untergebracht waren. Die noch im Lager befindlichen Gefangenen wurden in das Kriegsgefangenenlager Langensalza verlegt. Anschließend diente das Lager zur Aufnahme verwundeter deutscher Soldaten. Nach dem Waffenstillstand 1918 hatte sich die politische Situation auch in Thüringen zugespitzt. Es kam zur Bildung von Arbeiter- und Soldatenräten; die bisherige militärische Lagerführung wurde entmachtet. Die in Ohrdruf stationierten Einheiten lösten sich auf; es kam zu Plünderungen und Vandalismus.

### 1933 bis 1945
Nach der Machtergreifung im Januar 1933 wurde im Mai 1934 mit dem Bau von Mannschaftsbaracken begonnen als Unterkünfte für die gleichzeitig aufgestellte I. Abteilung Kraftfahr-Lehrkommando II – Ohrdruf nebst Stab; am 1. Juli 1934 kam das Kraftfahr-Lehrkommando II mit zwei Abteilungen hinzu. Aufgrund der Bedingungen im Friedensvertrag von Versailles, der u. a. ein Verbot von schweren Waffen wie Panzer, Mobilmachungsmaßnahmen sowie eine Beschränkung der Reichswehr auf maximal 100.000 Mann vorsah, wurde zunächst verdeckt ausgebildet.
Am 15. Oktober 1935 kam es zur Aufstellung größerer motorisierter Verbände, nämlich der Panzer-Regimenter 1 Erfurt und 2 Eisenach (die sich zu einem großen Teil aus den beiden Kraftfahr-Lehrkommandos rekrutierten), sowie den Artillerie-Regimentern 73, 74 und 75. Des Weiteren wurde das PzReg 7 aufgestellt, welches dann in den bayerischen Raum verlegt wurde.
Am 1. August 1936 wurde Günther von Goeckel Kommandant des Truppenübungsplatzes Ohrdruf (bis 30. November 1943). Unter seinem Kommando wurden noch im gleichen Jahr eine geheime Fernmeldeführungsanlage der Reichspost (Tarnbezeichnung Amt 10 bzw. Olga) eingerichtet und das Panzer-Regiment 7 aufgestellt. 1937 wurde mit dem Bau der Kasernengebäude im nordwestlichen Bereich des Areals begonnen, ab Frühjahr 1939 kamen Luftschutzanlagen hinzu.
Aufgrund des taktischen Bedarfs der Wehrmacht im Zweiten Weltkrieg kam es von August bis November 1940 in Ohrdruf zur Umbildung der 16. Infanterie-Division zur 16. Panzer-Division.
1941/42 wurde auf dem Truppenübungsplatz Ohrdruf zunächst ein kleines Lager für sowjetische Kriegsgefangene eingerichtet; dieses wurde im Herbst 1944 von der SS übernommen und als Außenlager des KZ Buchenwald geführt.
Auf dem heute zum Truppenübungsplatz gehörenden Jonastal wurden ab November 1944 im Rahmen des Sonderbauvorhabens S III mit dem Bau unterirdischer Stollenanlagen begonnen, zu einer Fertigstellung kam es jedoch nicht mehr.

### 1945 bis 1947
Am 5. April 1945 wurde Ohrdruf von der 4. US-Panzerdivision erobert. Auf dem Truppenübungsplatz wurde zunächst ein Durchgangslager für entlassene sowjetische Kriegsgefangene eingerichtet.

### 1947 bis 1991
Ab 1947 nutzten zunächst die sowjetischen Streitkräfte, später die NVA der DDR das Areal als Truppenübungsplatz. Hauptsächlich Einheiten des Panzerregiment 4 (PR-4) und des Instandsetzungsbataillon 4 (IB-4) aus der nahegelegenen heutigen Friedenstein-Kaserne in Gotha wurden hier ausgebildet. Infolge der deutschen Wiedervereinigung ging der Truppenübungsplatz Ohrdruf 1991 in das Eigentum der Bundesrepublik Deutschland über.

### Seit 1991
Nach dem endgültigen Abzug der Truppen des Warschauer Paktes wurde der Platz am 22. Dezember 1993 von der Bundeswehr übernommen.
Im Herbst 2011 wurde bekannt, dass der Truppenübungsplatz Ohrdruf aufgegeben werden soll. Seit Anfang Dezember 2013 ist der Platz kein Truppenübungsplatz mehr, sondern ein Standortübungsplatz für die Friedenstein-Kaserne in Gotha.